# Chen Meng
Chen Meng (kinesiska: 陈梦), född 15 januari 1994 är en kinesisk bordtennisspelare. Hon vann guld i singel och lag vid OS 2020. Med det kinesiska laget har hon även vunnit guld vid världsmästerskapen i bordtennis 2014, 2016 och 2018. Individuellt har hon vunnit silver vid världsmästerskapen i bordtennis 2019 och brons vid världsmästerskapen i bordtennis 2021. I dubbel har hon tillsammans med Zhu Yuling vunnit silver vid världsmästerskapen i bordtennis 2017 och brons vid världsmästerskapen i bordtennis 2013 och 2019 samt tillsammans med Qian Tianyi vunnit brons vid världsmästerskapen i bordtennis 2021.